# Голдфилдс-Эсперанс

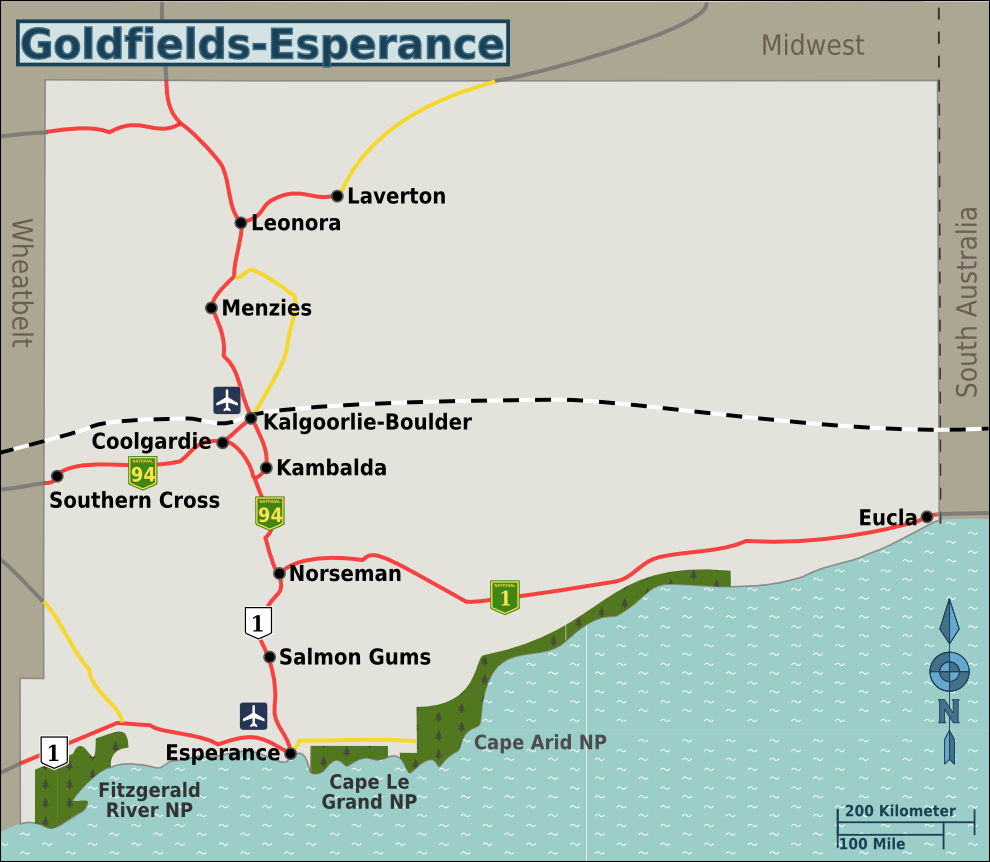
Карта округа

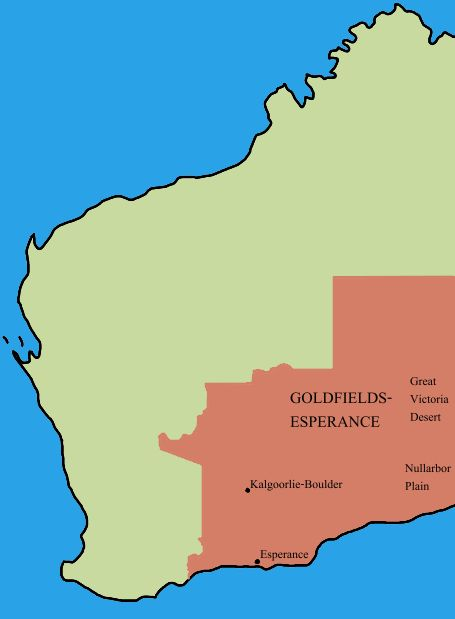
На карте Западной Австралии

Голдфилдс-Эсперанс (англ. goldfields — «золотоносные поля» и фр. esperance — «надежда») — один из девяти округов Западной Австралии. Расположен в центре и юге Австралии, на юго-востоке штата Западная Австралия. И включает в себя 10 районов местного самоуправления.
Включает в себя область вдоль Большого Австралийского залива — Налларбор.
Имея площадь 771 276 км², Голдфилдс-Эсперанс является крупнейшим из округов Западной Австралии. 

## География
Большую часть площади занимают низкие и плоские плато, сформировавшиеся в докембрийский период. Из-за чрезвычайной геологической устойчивости и отсутствия оледенения начиная с каменноугольного периода, почвы крайне неплодородны и, в основном, полностью засолены.
Заповедник Маунт-Мэннинг — природный заповедник на территории горного хребта Мэннинг.
На территории округа нет рек. Все атмосферные осадки, которые не поглощаются плотным слоем местной флоры, просачиваются через почву и образуют чрезвычайно солёные грунтовые воды.

## Население
Население округа составляет примерно 59 тысяч человек, около половины из которых проживают в городе Калгурли. Ещё почти четверть проживает в графстве Эсперанс, а остальные — очень малонаселённые. 
8,6% населения округа — коренные австралийцы, что существенно выше, чем в Австралии в целом. При переписи населения в 2006 году 4 956 человек назвали себя аборигенами. Они распределены неравномерно: наибольшее количество аборигенов проживает в Калгури (2015 человек или 6,9% от всего населения города) и Северном Голдфилдс (1769 человек или 30,1%).

## Климат
Климат аридный — жаркий и сухой, с малым количеством осадков, тёплым летом и прохладной зимой. Годовое количество осадков в среднем составляет около 250 мм, за исключением небольшого района с субтропическим климатом возле Эсперанса и Национального парка Кэйп-Арид, где за счёт осадков в зимний период показатель достигает 635 мм. 
Самый жаркий месяц — январь со средней максимальной температурой 33,4 °C. Самый холодный месяц — июль со средней минимальной температурой 4,7 °C).
| Показатель                                                                               | Янв. | Фев. | Март | Апр. | Май  | Июнь | Июль | Авг. | Сен. | Окт. | Нояб. | Дек. | Год   |
| ---------------------------------------------------------------------------------------- | ---- | ---- | ---- | ---- | ---- | ---- | ---- | ---- | ---- | ---- | ----- | ---- | ----- |
| Средний суточный максимум, °C                                                            | 33,4 | 32,7 | 29,1 | 25,1 | 20,1 | 17,5 | 16,2 | 18,2 | 22,0 | 25,2 | 29,5  | 32,4 | 25,1  |
| Средний суточный минимум, °C                                                             | 17,4 | 17,4 | 15,5 | 12,2 | 8,4  | 6,1  | 4,7  | 5,5  | 7,8  | 10,4 | 14,2  | 16,5 | 11,3  |
| Норма осадков, мм                                                                        | 16,7 | 19,4 | 27,0 | 18,6 | 25,8 | 25,1 | 20,3 | 22,3 | 10,3 | 16,1 | 14,0  | 16,8 | 232,4 |
| Источник: Australia's official weather forecasts & weather radar - Bureau of Meteorology |      |      |      |      |      |      |      |      |      |      |       |      |       |

## Экономика

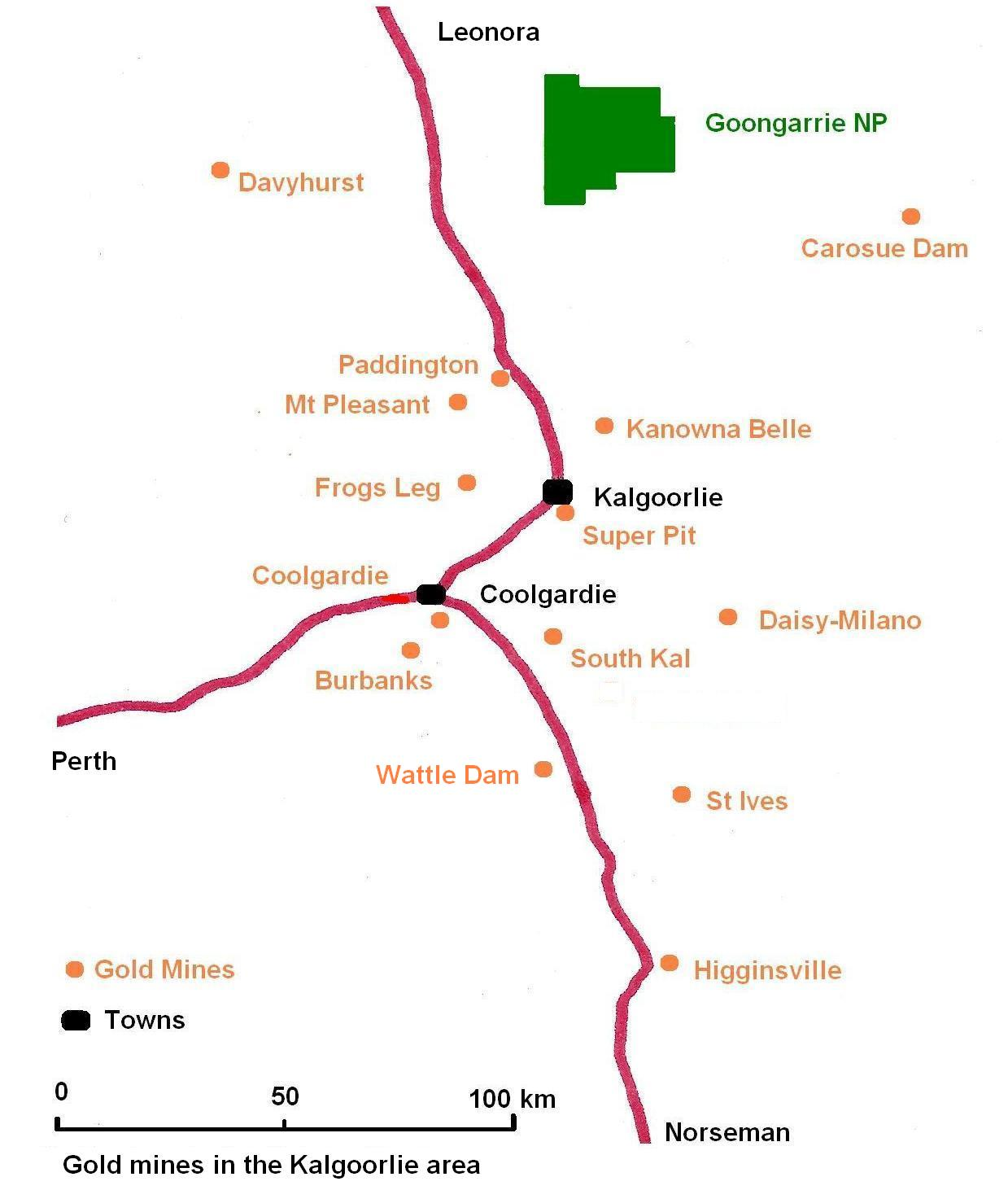
Карта золотых месторождений

Экономика района Голдфилдс основана на добыче и переработке различных видов полезных ископаемых, преимущественно золота и никеля. На юго-западе достаточно развито сельское хозяйство, рыболовство, выращивается ячмень и пшеница. Однако из-за песчаности почв для выращивания подобных культур нужно использовать удобрения, что является серьёзной угрозой для местной растительности в районе.
Округ поддерживает самый низкий в мире уровень выпаса: максимально допустимым количеством считается одна овца на одну квадратную милю (~ 2.59 км²), за исключением небольшого влажного района возле Эсперанса.